# Ernesto Díaz (futbolista)
Ernesto Juan Díaz (nacido el 12 de agosto de 1939 en Rosario) es un exfutbolista argentino que se desempeñaba como arquero. Apodado Oso, se formó en Rosario Central, destacándose sus actuaciones en el fútbol chileno. Una vez retirado se dedicó a formar futbolistas en Rosario Central durante 35 años.

## Carrera
Durante 1960 llegó por primera vez a ocupar lugar en el banco de suplentes de Rosario Central, en época en la que sólo se permitía cambiar al arquero. La perdurabilidad de Edgardo Andrada en el puesto, relegó las chances de Díaz para debutar en Primera. A mediados de la década de 1960 emigró al fútbol chileno, defendiendo el arco de San Luis de Quillota en primer término, para continuar luego en Rangers de Talca. En 1969 llegó a Lota Schwager, equipo con el que se coronó campeón de la Segunda División y obtuvo así el primer ascenso del club a la máxima categoría; en 25 partidos sólo recibió 10 goles. Entre 1970 y 1973 ocupó el puesto de guardavallas en O'Higgins, disputando 116 partidos y protagonizando sus mejores actuaciones. Luego prosiguió su derrotero por Universidad Católica y Unión San Felipe.
Una vez retirado, dedicó décadas de su vida al trabajo en las divisiones juveniles de Rosario Central.

## Clubes
| Club                 | País      | Año       |
| -------------------- | --------- | --------- |
| Rosario Central      | Argentina | 1960-1961 |
| San Luis de Quillota | Chile     | 1966      |
| Rangers              | Chile     | 1967-1968 |
| Lota Schwager        | Chile     | 1969      |
| O'Higgins            | Chile     | 1970-1973 |
| Universidad Católica | Chile     | 1974      |
| Unión San Felipe     | Chile     | 1975      |

## Palmarés
| Equipo        | País  | Título    | Año  |
| ------------- | ----- | --------- | ---- |
| Lota Schwager | Chile | Primera B | 1969 |